# جيمي سلاتر
جيمي سلاتر (بالإنجليزية: Jamie Slater)‏ هو لاعب كرة قدم بريطاني في مركز الهجوم، ولد في 27 أكتوبر 1968 في ريكسهام في المملكة المتحدة. لعب مع نادي ريكسهام.